# La statue
La statue (título original en francés; en español, La estatua) es una ópera en tres actos y cinco escenas con música de Ernest Reyer y libreto en francés de Michel Carré y Jules Barbier, basado en cuentos de Las mil y una noches y La statue merveilleuse, una obra de carnaval (pièce foraine) de Alain-René Lesage y Jacques-Philippe d'Orneval. Se estrenó en el Théâtre Lyrique el 11 de abril de 1861. y tuvo mucho éxito (Jules Massenet, que en aquella época participó en esa representación, tocando el timbal en la orquesta, lo describió como "una soberbia partitura y un tremendo éxito".

## Personajes
| Personaje      | Tesitura                 | Reparto del estreno, 11 de abril de 1861 (Director: Adolphe Deloffre) |
| -------------- | ------------------------ | --------------------------------------------------------------------- |
| Margyane       | soprano                  | Marie-Julie Baretti                                                   |
| Sélim          | tenor                    | Jules-Sébastien Monjauze                                              |
| Mouck          | tenor                    | Adolphe Girardot                                                      |
| Amgiad         | bajo (o barítono)        | Mathieu-Émile Balanqué                                                |
| Kaloum-Barouck | barítono (o bajo cómico) | Émile Wartel                                                          |
| Ali            | tenor                    | Jean-Blaise Martin                                                    |

## Reproducción y grabación de sonido
Hasta hace poco tiempo no hay grabaciones conocidas completos de La estatua existido desde ópera no se llevó a cabo ya sea en el escenario o en concierto por el pasado de más de 100 años. Ahora, sin embargo, esa brecha se llenó parcialmente con sustituciones decentes: Grabación Internet gratuito de acceso disponible (arreglo para piano sexteto), disponible en y grabación comercial (con "VST" en nueva orquestación realizada por Voytek Gagalka) en Amazon.com..Extraits choisis de cet enregistrement est disponible à YouTube.